# Moravský národní výbor
Moravský národní výbor (MNV) byl mocenským orgánem české politické reprezentace na Moravě na konci a těsně po první světové válce. Po vyhlášení samostatného československého státu dne 28. října 1918 v Praze převzal moc v Brně a na Moravě. V Praze fungovala moravsko-slezská kancelář Národního výboru československého, v jejímž čele stál Karel Engliš.

## Vznik Moravského národního výboru
Moravský národní výbor vznikl 25. října 1918 v Brně na základě instrukcí z Prahy, kdy mělo být neprodleně přistoupeno k ustavování místních národních výborů. Sídlem MNV byla Zemská sněmovna.
Předsedou MNV byl Jaroslav Stránský, místopředsedou Kuneš Sonntag, dalšími členy byli: Jaroslav Budínský, Hynek Bulín, Josef Dolanský, Arnošt Heinrich, Ladislav Pluhař, Adolf Stránský, Jan Šrámek, Karel Vaněk.
Kromě výkonu státní správy řešil MNV i další záležitosti jako personální změny, zásobování obyvatelstva potravinami i např. udržování provozuschopnosti železnice.  
Postupem času se agenda MNV rozrůstala, do MNV byli kooptováni i další členové. Vzniklo celkem šest odborů MNV: 
1. správní – ve složení Hynek Bulín, Kuneš Sonntag, Jan Šrámek, Karel Vaněk
2. hospodářský – ve složení Otakar Klusáček, Jaroslav Marcha, Jan Máša, Jan Rozkošný, Valentin Skurský, Jan Šamalík, Vilém Votruba
3. vojenský – ve složení Arnošt Heinrich, Valentin Skurský, Jaroslav Stránský, Václav Šlesinger, Vilém Votruba
4. finanční – ve složení Josef Mašek, Ladislav Pluhař, Antonín Sotolář, Adolf Stránský, Simeon Vacula; byl zřízen 4. listopadu
5. železniční – ve složení Josef Dolanský, Jan Pelikán, Josef Zamostil
6. uhelní – ve složení Ludvík Janoš, J. Klimeš, Jan Máša, Josef Peters, Švarc, Simeon Vacula; vznikl na základě instrukcí z Prahy z 4. listopadu

## Převzetí moci na Moravě
Zpráva o vyhlášeni samostatného československého státu dorazila do Brna večer 28. října. Ještě v noci byla obsazena pošta a hlavní nádraží. 
- 29. října v osm hodin ráno před redakcí Lidových novin na Rudolfsgasse bylo vyhlášení samostatného statu oznámeno srocenému davu. Kolem desáté hodiny dopoledne se vypravila delegace MNV ve složení: Hynek Bulín, Arnošt Heinrich, Jan Máša, Kuneš Sonntag, Karel Vaněk na moravské místodržitelství, aby místodržitele Karla Heinolda vyzvala k odstoupení. Správu úřadu měl převzít místodržitelský rada Jan Černý. Po dalším odpoledním jednání baron Heinold správu předal. S poukazem na to, že přece dobře nejde, aby dvorním radům byl představený místodržitelský rada, požádal ještě ve Vídní o jmenování Jana Černého c.k. dvorním radou. Císař Karel I. jmenování schválil.
- 29. října večer se v Besedním domě konala schůze MNV za účasti českých důstojníků a sokolů. Zde byl dohodnut postup při organizaci československých ozbrojených složek. Byl zřízen Vojenský odbor MNV, v jehož čele stanul záložní poručík Richard Sicha.
- 30. října převzal MNV ve složení Hynkek Bulín, Josef Mašek a Jaroslav Roučka od prezidenta Oktaviana Regnera von Bleyleben agendu Vrchního zemského soudu, čímž dostal pod kontrolu všechny soudy na Moravě a ve Slezsku. Správa soudů byla svěřena dosavadnímu viceprezidentovi vrchního soudu Josefu Krejčímu. Ve stejný den bylo převzato od dvorního rady Jantsche vrchní státní zastupitelství a předáno státnímu zástupci Jaroslavu Lazarovi. Dále byl dosavadní prezident Zemského finanční ředitelství Schiller nahrazen vrchním finančním radou Vojtěchem Joklem. Hynek Bulín z pověření MNV provedl výměnu 20 okresních hejtmanů (z celkového počtu 36 na Moravě a ve Slezsku).
- 3. listopadu bylo zřízeno zemské vojenské velitelství československé branné moci v Brně, jehož obvodem měla být Morava, Slezsko a Slovensko. Zemské vojenské velitelství bylo podřízeno vrchnímu vojenskému velitelství v Praze.
- 2. listopadu byla zřízena komise MNV pro převzetí správy města Brna ve složení Jaroslav Budínský, Hynek Bulín, Josef Dolanský, Ladislav Pluhař a Jaroslav Stránský.
- 3. listopadu tato komise doplněná o Jaroslava Roučka začala jednat s německým zastupitelstvem Brna. To souhlasilo s vydáním správy města pouze za splnění mnoha podmínek. K dohodě ten den nedošlo. Na večerní poradě MNV bylo odhlasováno, že se s radnicí dále již jednat nebude a radní budou nazítří vyzváni k okamžitému odstoupení.
- 4. listopadu členové komise MNV oznámili své stanovisko německým radním. Na jejich protesty a odmítavé postoje reagovali výstrahou, že v případě nevydání správy města nechají veškeré problémy se zásobováním a udržováním veřejného pořádku na odpovědnosti radnice. Jednání probíhalo v okamžiku, kdy pod okny radnice bouřil rozvášněný český dav, který vzápětí pronikl i do samotných prostor radnice. Za této vypjaté situace se městská rada vzdala svých mandátů. Tímto byla převzata správa města Brna.
- 8. listopadu odstoupil ze svého úřadu moravský zemský hejtman Otto Serényi a jeho pravomoci přešly na MNV.

## Ukončení činnosti Moravského národního výboru
4. prosince na schůzi československé vlády na návrh ministerského předsedy Karla Kramáře přijato usnesení rozpustit národní výbory s odůvodněním, že splnily svůj úkol a dále je třeba, aby moc státní správy přešla do rukou jednotné vlády. Ministerstvem vnitra bylo poté vydáno provolání, jímž se rušila činnost národních výborů. Toto provolání vyšlo v novinách a ve formě letáků 8. prosince. 
V stejný den se konala poslední schůze Moravského národního výboru a byla ukončena jeho činnost. 